# کارل ناگ
کارل ناگ (انگلیسی: Karl Nag; ۱۰ نوامبر ۱۸۹۳ – ۹ اوت ۱۹۷۵) قایقران روئینگ اهل نروژ بود.